# DAX
Pour les articles homonymes, voir Dax (homonymie).
 (février 2024).

Logo

Cours du DAX de 1960 à 2010

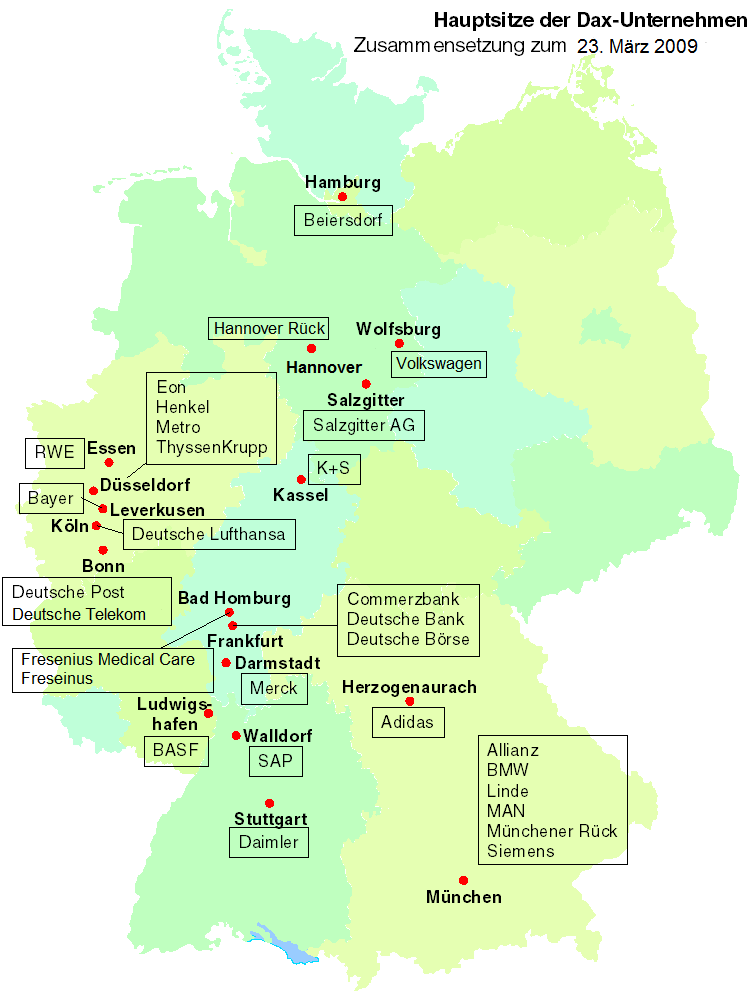
Les sièges des entreprises du DAX

Le DAX ou Deutscher AktienindeX est le principal indice boursier allemand.
Sa valeur représente le cours des actions des 40 plus grandes entreprises cotées à la Bourse de Francfort (Francfort-sur-le-Main). C'est un indice avec dividendes réinvestis.
Le cours des actions est tiré du système de trading électronique Xetra. Selon Deutsche Börse, opérateur de Xetra, le DAX mesure la performance des sociétés allemandes les plus importantes en matière de volume de transactions et de capitalisation boursière.
L'indice est équivalent au FT 30, au Dow Jones ou au CAC 40 et, en raison du nombre limité de titres qu'il contient, ne représente pas nécessairement la vitalité de l'économie allemande dans son ensemble.

## Histoire
Sa valeur de base est de 1000 points et il est publié de façon officielle depuis 1988.
Le 20 septembre 2021, le DAX a été élargi de 30 à 40 actions  (comme dans le CAC français). Des valeurs phares de l'industrie allemande font leur entrée dans l'indice, comme Airbus, Zalando, Porsche.

## Modes de calcul
L'indice DAX classique est calculé avec dividendes réinvestis. 
En fait, la Bourse de Francfort publie deux indices DAX (sans compter les indices DAX sectoriels) :
- Le DAX TR[3] est le plus utilisé. TR correspond à Total Return en Anglais (Performance en Allemand). Son calcul prend en compte les dividendes versés par les entreprises composant l'indice. Son code ISIN est le DE0008469008.
- Le DAX PR [4] est très peu connu. PR correspond à Price en Anglais (Preis en Allemand). Son calcul est similaire à celui du CAC 40, c'est-à-dire que les dividendes ne sont pas inclus. Son code ISIN est le DE0008467440.

La comparaison avec le CAC 40 doit donc se faire avec le DAX Price car ils ont le même mode de calcul. On peut aussi comparer le DAX TR avec son homologue français, le CAC 40 GR, qui inclut les dividendes réinvestis. L'intégration des dividendes dans un indice a une conséquence significative, notamment à long terme. Cette différence sur le mode de calcul est régulièrement omise lors d'une comparaison historique des deux indices.

## Composition
| Société                | Secteur d'activité                      | Poids dans l'indice (%) |
| ---------------------- | --------------------------------------- | ----------------------- |
| Adidas                 | Industrie textile                       | 1.91                    |
| Airbus SE              | Aéronautique                            | 5.65                    |
| Allianz                | Assurance                               | 6.78                    |
| BASF                   | Industrie chimique                      | 1.98                    |
| Bayer AG               | Industrie pharmaceutique                | 1.09                    |
| Beiersdorf             | Cosmétique                              | 4.46                    |
| BMW                    | Constructeur automobile                 | 2.37                    |
| Brenntag               | Industrie chimique                      | 0.41                    |
| Commerzbank            | Banque                                  | 1.33                    |
| Continental AG         | Industrie Automobile                    | 0.66                    |
| Daimler                | Constructeur automobile                 | 1.36                    |
| Deutsche Bank          | Banque                                  | 2.13                    |
| Deutsche Börse         | Service boursier                        | 2.49                    |
| Deutsche Post          | Service postier                         | 2.18                    |
| Deutsche Telekom       | Télécommunication                       | 7.47                    |
| E.ON                   | Électricité et Eau                      | 1.92                    |
| Fresenius Medical Care | Industrie pharmaceutique                | 0.62                    |
| Fresenius SE & Co K    | Santé                                   | 1.12                    |
| Hannover Rueck         | Réassurance                             | 1.62                    |
| HeidelbergCement AG    | Matériaux de construction               | 1.51                    |
| Henkel                 | Grande consommation                     | 1.47                    |
| Infineon               | Semi-conducteur                         | 1.89                    |
| Mercedes-Benz Group AG | Constructeur automobile                 | 2.59                    |
| Merck                  | Industrie pharmaceutique                | 2.61                    |
| MTU Aero Engines Ho    | Industrie aéronautique                  | 0.80                    |
| Munich Re              | Ré-assurance                            | 3.87                    |
| Porsche AG             | Constructeur automobile                 | 2.03                    |
| Porsche SE             | Holding automobile                      | 0.54                    |
| Qiagen NV              | Dispositifs médicaux                    | 0.39                    |
| Rheinmetall            | Industrie diversifiée                   | 2.96                    |
| RWE                    | Électricité et eau                      | 1.22                    |
| SAP                    | Informatique                            | 14.90                   |
| Sartorius              | Industrie pharmaceutique                | 0.82                    |
| Siemens                | Composants électriques et électroniques | 7.99                    |
| Siemens Energy         | Énergie                                 | 2.65                    |
| Siemens Healthineers   | Santé                                   | 2.61                    |
| Symrise AG             | Industrie chimique                      | 0.66                    |
| Volkswagen Group       | Constructeur automobile                 | 2.39                    |
| Vonovia                | Immobilier                              | 1.13                    |
| Zalando                | E-commerce                              | 0.44                    |